# 大黒屋 (桑名市)
大黒屋（だいこくや）は、三重県桑名市多度町柚井にある鯉料理店。享保年間（1710年～1736年）創業。

## 歴史

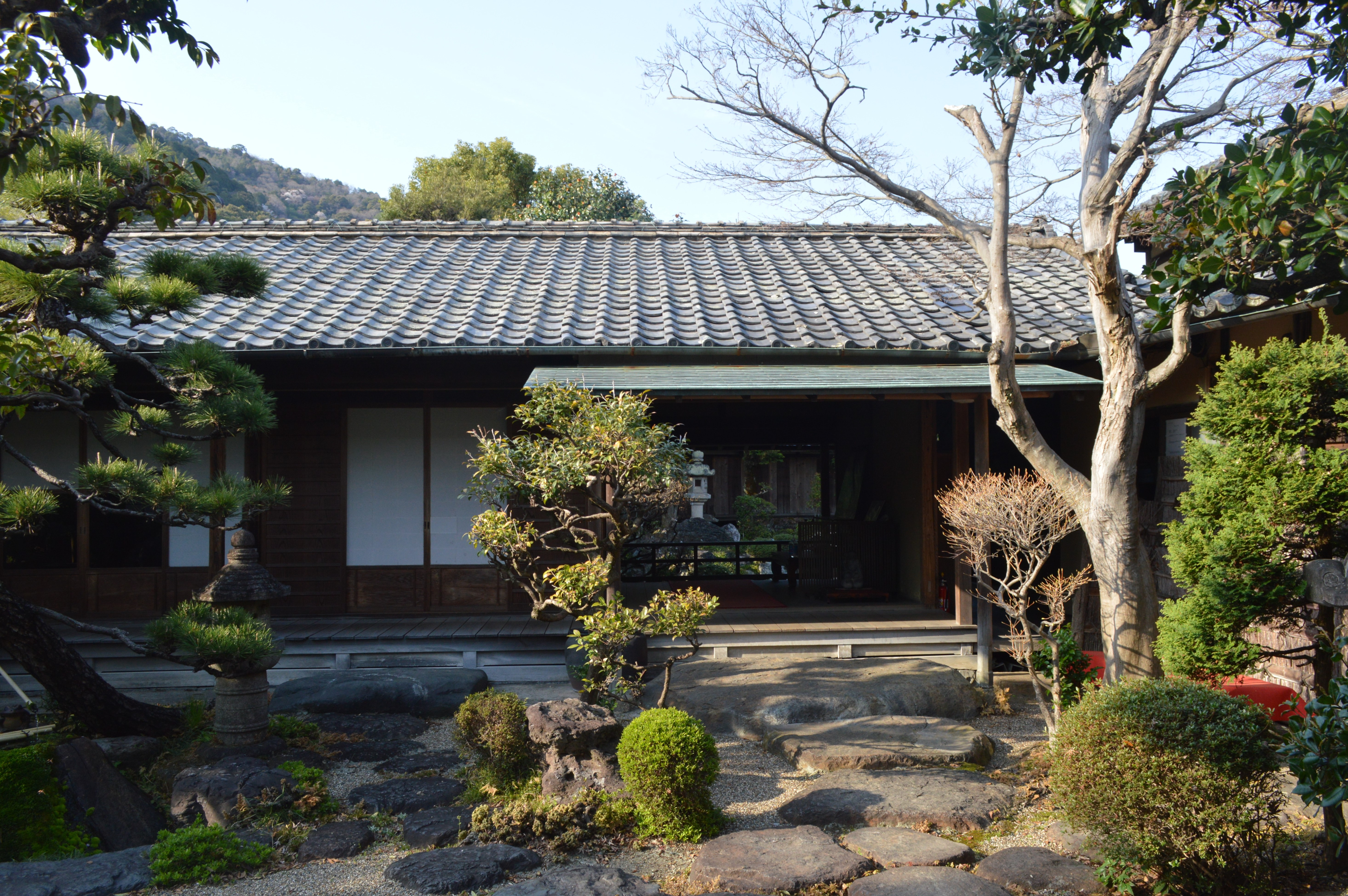
敷地内

享保年間（1710年～1736年）創業。初期は多度大社の参詣者のための旅籠だった。なお、安政3年（1856年）創業とされることもある。
江戸時代後期には鯉料理などの川魚料理を出すようになった。大黒屋の代々の当主は儀平という名を襲名し、1963年（昭和38年）時点では5代目儀平が大黒屋を営んでいた。敷地面積は約1000坪であり、建物の他に日本庭園を有する。店内には桑名まちかど博物館に登録されている「大黒屋旅の資料館」がある。
食通として知られる作家の池波正太郎は、大黒屋の鯉料理に満足して二日連続で通ったことがある。1955年頃までは木曽三川で獲られた鯉を用いていたが、現在は他県産の鯉を仕入れている。2000年代後半まで、大黒屋の池には全長3メートルにも及ぶ推定年齢130歳の鯉がいた。
2017年3月にTBS系で放送されたドラマ『LEADERS 2』ではロケ地となった。2019年の映画『アルキメデスの大戦』でもロケ地となり、主人公らが出会う舞台となる老舗料亭として登場した。2019年に刊行された『ミシュランガイド東海版・愛知（名古屋）2019』では、ミシュランプレート（ミシュランの基準を満たした料理）に選ばれた。

## 料理
料理に用いる鯉はまず群馬県で成長させられ、次いで養老山系の伏流水を用いた大黒屋の池で1年以上飼育されて臭みが抜かれる。
メニューは数種類のコース料理のみとなっており、西京味噌による鯉こくや、わさび醤油で食べる鯉の洗い、白子の煮物などが含まれている。

## 主な来店者
- 秋篠宮[要出典] - 皇族。
- 西園寺公望[要出典] - 公家・政治家。
- 大隈重信[要出典] - 政治家。
- 鈴木善幸[要出典] - 政治家。
- 尾崎行雄[要出典] - 政治家。
- 長谷川一夫[4] - 俳優。
- 長嶋茂雄[要出典] - プロ野球選手。
- 池波正太郎[4] - 小説家。
- 池田弥三郎[4] - 国文学者。

## アクセス
- 養老鉄道養老線多度駅から徒歩約15分